# Катаев, Юрий Константинович
Ю́рий Константи́нович Ката́ев (6 января 1932, Рубцовск, Западно-Сибирский край — 5 июля 2011, Новосибирск) — советский художник-монументалист, живописец и скульптор, член Союза Художников России.

## Биография
Родился 6 января 1932 года в городе Рубцовске Западно-Сибирского края (Сейчас — Алтайский край).
Художник-монументалист, скульптор, керамист, дизайнер, живописец. ЮРИЙ КАТАЕВ — член Союза художников СССР.
В историю сибирского искусства Юрий Катаев вошёл прежде всего как художник-монументалист. Создал большое количество монументальных произведений для г. Новосибирска и области: рельефная композиция «Новосибирск» станции метро «Площадь Гарина-Михайловского» (1986), комплексное оформление интерьеров новосибирского ТЮЗа (1983), комплексное оформление вокзала на станции Постышево (БАМ):- бюст П. П. Постышева, многофигурные скульптурные композиции со стороны фасадов и геральдическая композиция с часами на фасаде (1982), комплексное проектирование и художественное оформление павильона пригородных касс станции Новосибирск-Главный (1980), архитектурно-декоративное оформление пионерского лагеря завода «Сибтекстильмаш» (1974), оформление интерьеров и фасада вокзала на станции «Алтайская» (1974), выполнял проекты интерьеров самолёта ТУ-144, железнодорожного вокзала в г. Павлодаре, ДК «Трудовые резервы», концертного зала в г. Новосибирске. С 1963 года участвовал на областных, региональных, республиканских и международных выставках.
Художник широкого творческого диапазона, Юрий Катаев получил прекрасное образование: в 1950-х годах прошлого столетия он с отличием окончил Алма-Атинское художественное училище по классу живописи, а затем — Ленинградское Высшее художественно-промышленное училище имени Мухиной. В 1961 году по приглашению Новосибирского Союза художников Катаев прибыл в Новосибирск, где прошла вся его творческая жизнь. Воспитанник русской реалистической классической школы, он вобрал в себя её лучшие традиции. Художника Катаева отличает своё видение мира, свой неповторимый взгляд. Ему, как представителю сурового стиля не свойственно приукрашивать действительность: он видит красоту там, где другие проходят мимо. И покосившийся от старости дом, и врастающаяся в землю часовенка, и приткнувшаяся к подножию горы забытая богом деревенька становятся предметом его вдохновения, поэтизируются под его кистью. Художник передает свои эмоциональные переживания скупыми изобразительными средствами, нередко монохромными красками: белое на белом «Деревня зимой», чёрное на чёрном — «На рейде ночном», избегая пестроты и многоцветия оттенков, но при этом в его лучших живописных работах ярко прочитываются глубокие раздумья над жизнью, над Вечностью.
Много лет избирался в руководящие органы Новосибирской организации Союза художников, в правление Союза Художников и выставочные комиссии.
Награды Ю. К. Катаева
- Награждён Грамотой почета исполкома Новосибирского городского Совета депутатов трудящихся за участие в I зональной выставке «Сибирь социалистическая» (1964),
- Почётной грамотой Новосибирского отделения Художественного Фонда РСФСР,
- Грамотой Секретариата правления СХ СССР (1967),
- Почетной грамотой Секретариата правления СХ РСФСР (1967),
- Нагрудным знаком Министерства культуры РСФСР «За активное участие в культурном обслуживании строителей БАМа»,
- Дипломом I степени Союза архитекторов РСФСР (1984),
- Дипломом второго сибирского смотра-конкурса в области градостроительства, архитектуры и дизайна «Золотая капитель» (1997);
- I место в конкурсе на лучший проект памятника архитектору А. Д. Крячкову.
- Лауреат премии Губернатора Новосибирской области в сфере литературы и искусства (2003),
- (В фондах Новосибирского художественного музея и постоянной экспозиции хранятся 7 художественных полотен работы Катаева, («Трудяга-Обь», «Обские дали», «Кочегар Речфлота», «Бакенщик на Оби», «А Иртыше», «Причал», «Сельская пристань» а также скульптурный портрет художника Чернобровцева, напольная декоративная ваза «Петух» (керамика, щамот))

Умер 5 июля 2011 года в городе Новосибирске. Похоронен на Заельцовском кладбище (квартал 52н).

## Список произведений
- В ноябре 2012 года Новосибирский государственный художественный музей посвятил Юрию Катаеву персональную выставку[4].
- В сентябре 2015 года в залах творческих мастерских «Горчица» проходила персональная выставка[5].

|  |  |  |  |  |  |
|  |  |  |  |  |  |